# Kolonialbücherei
Die Kolonial-Bücherei (Untertitel: Erlebnisse und Abenteuer tapferer wagemutiger Deutscher in unseren Kolonien, in fernen Ländern und auf fernen Meeren) war eine deutsche Heftromanserie, die von 1940 bis 1942 in den Steiniger-Verlagen, Berlin, in 88 Ausgaben erschien.
Die im Mittelformat erschienenen Hefte wurden von verschiedenen Autoren verfasst und umfassten jeweils 32 Seiten mit in der Regel sechs bis sieben Schwarzweiß-Zeichnungen; der Verkaufspreis betrug 20 Pfennig. Wie die ebenfalls bei Steiniger erschienenen Serien Kriegsbücherei der deutschen Jugend und Erlebnis-Bücherei wurde die Produktion von der NSDAP zu Propagandazwecken finanziert. Als Herausgeber fungierten die NSDAP/AO, das Oberkommando der Marine und der Reichsbund deutscher Seegeltung. Aufgrund von Papiermangel scheint die Serie 1942 eingestellt worden zu sein.

## Themenkreise und Autoren
Die Serie behandelte historische Ereignisse; der thematische Schwerpunkt lag auf der Geschichte der deutschen Kolonien von 1884 bis 1918 einschließlich der Kämpfe in den Kolonien im Ersten Weltkrieg. Geographische Schwerpunkte waren dabei Deutsch-Südwestafrika und Deutsch-Ostafrika. Ausnahmen bildeten z. B. Hefte wie Der „Emden“ letztes Gefecht (Nr. 29) und Die „Erlangen“ in der Südsee (Nr. 13), in denen der Untergang des Kleinen Kreuzers Emden vor den Kokosinseln 1914 und die Fahrt des Dampfers Erlangen in der Südsee 1939 erzählt wurden. Allein ein gutes Dutzend Hefte lässt sich den Titeln nach dem Aufstand der Herero 1904 zuordnen.
Die Autoren wie z. B. Gino Forst von Moellwitz, Eugen von Saß oder Viktor Helling waren Routiniers, die bereits im klassischen Abenteuergenre tätig gewesen waren und offenbar die vorhandenen Memoiren und Sachbücher zur Kolonialgeschichte oder zur Geschichte des Ersten Weltkriegs als Vorlage nutzten. So kann davon ausgegangen werden, dass Eugen von Sass’ Titel Sie blieben unbesiegt. Aus dem heldenmütigen Kampf Lettow-Vorbecks in Deutsch-Ostafrika (Nr. 78), der über den Zusatz Nach Quellen erzählt verfügt, die Memoiren Paul von Lettow-Vorbecks benutzt hat.
Die Zeichner der Serie waren größtenteils identisch mit den Zeichnern der Kriegsbücherei der deutschen Jugend.
Nach Galle war die Serie „fast eine… normale Abenteuerreihe“, wenn sie nicht mit Versatzstücken der nationalsozialistischen Ideologie versehen gewesen wäre. Über ihre Rezeption ist bislang nichts bekannt.

## Titel der Ausgaben
1. Fred Schmidt: Die Fünf von der „Windhuk“. Im Rettungsboot über den Ozean. Dem mündlichen Bericht des 3. Offiziers der „Windhuk“, G. Albrecht, nacherzählt.
2. Walter Schulz: Nashornfang am Kilimandscharo. Eine Tierfangexpedition für die ägyptische Regierung.
3. Johann Peter Breul: Flucht aus Rio. In Gibraltar von den Engländern von Bord geschleppt.
4. Carl Däbritz: Dynamit für die Uganda-Bahn. Ein Husarenstück unserer Schutztruppe.
5. Jan Pieter Grove (d. i.: Eduard Curt Christophé): Vergeltung für Daressalam. Kreuzer „Königsberg“ vernichtet das britische Kriegsschiff „Pegasus“.
6. Hans Jürgen Hauptmann: Das stumme Haus in der Steppe. Zwei Deutsche im Kampf gegen Hereros.
7. Ursula Zock: Die Nacht am Krokodilfluß.
8. Eduard Curt Christophé: Der Zauberer von Dorovambo. Ein Deutscher enthüllt das Geheimnis um Brovius.
9. Carl Däbritz: Tanga bleibt unser.
10. Peter Steffan: Flucht durch Afrikas Himmel.
11. Pieter ter Voorst (d. i.: Franz Friedrich Oberhauser): Um die letzte Flasche Wasser. Schicksal in Deutsch-Südwest.
12. Kurt Sobota: Der König der Dschungel. Auf der Suche nach Zwergelefanten.
13. Vendelin Brugg (d. i.: Franz Friedrich Oberhauser): Die „Erlangen“ in der Südsee. Ohne Kohlen nach Chile. Nach den authentischen Aufzeichnungen des Kapitäns frei nacherzählt.
14. Carl Däbritz: Van Geldern, der Verräter. Kämpfe an der Kenya-Grenze.
15. A. A. Knauß: Im Schatten des Ruwenzori. Tatsachenbericht über die abenteuerliche Flucht dreier Deutscher quer durch Afrika.
16. Friedrich J. Bernhard (d. i.: Friedrich Breker): „Schwarze Hände, weiße Trommeln“. Die Niederwerfung einer Negerrevolte im Kongobecken.
17. A. A. Knauß: Dakar war die Hölle. Tatsachenbericht über die Gefangennahme dreier Deutscher durch ein französisches U-Boot.
18. Jan Pieter Grove (d. i.: Eduard Curt Christophé): „Albatros“ im Kampf mit Kannibalen. Strafexpedition eines deutschen Kreuzers in der Südsee.
19. Otfrid von Hanstein: Der Meldereiter von Omaruru. Schicksal deutscher Farmer während des Hereroaufstandes in Südwest.
20. Rolf Neumann: Im Einbaum gegen Wale. Jagd mit Eingeborenen vor Afrikas Küste.
21. Friedrich J. Bernhard: Standgericht am Njassa.
22. Gerhard K. Cheret: Kampf um Bagamojo. Die Niederwerfung des Negeraufstandes in Deutsch-Ostafrika durch Wißmann.
23. Wilhelm Schremmer: Gegen Gorillas in Kamerun. Ein Jagderlebnis in den Urwäldern Zentralafrikas.
24. Christian Kladt: Die Schiffswerft im Urwald. Der heldenmütige Einsatz des Oberleutnants z. S. Rosenthal im Kampf um den Tanganjikasee. Tatsachenbericht nach den Aufzeichnungen des Kommandanten der „Möwe“ Kapitän z. S. Zimmer.
25. Bernhard Matuschka: Wasser für Taveta. Eine Wünschelrute bringt Rettung in höchster Gefahr. Tatsachenbericht.
26. Carl G. P. Henze: Das erste Flugzeug über Deutsch-Südwest. Abenteuer eines deutschen Fliegers im afrikanischen Busch.
27. Friedrich Elarth: Geschützdonner über dem Tanganjika. Tatsachenbericht über die Aktion der „Möwe“-Besatzung in Ostafrika.
28. Hanns Michael: Überfall in den Lebombo-Bergen.
29. Gerhard K. Cheret: Der „Emden“ letztes Gefecht. Der Heldenkampf des deutschen Kreuzers im Indischen Ozean.
30. Friedrich J. Bernhard: In den Krallen der Leopardenmänner. Kampf gegen eine geheimnisvolle Neger-Sekte am Kongo.
31. Walther Schreiber: Der Taucher von Manono. Peter Stilling kehrt nach Samoa zurück.
32. Carl G. P. Henze: Mit „L 59“ nach Afrika. Die 96-Stundenfahrt des deutschen Marineluftschiffes aus einem bulgarischen Luftschiffhafen nach Chartum und zurück im Jahre 1917. Tatsachenbericht.
33. E. W. A. Reinhart (d. i.: Reinhart Eggert): In den Urwaldruinen Afrikas. Erlebnisse zweier Deutscher in Gedi, Kenya. Tatsachenbericht.
34. Carl G. P. Henze: Plüschow über Tsingtau. Der erste deutsche Marineflieger im Fernen Osten. Tatsachenbericht nach persönlichen Unterredungen mit Kap. Lt. Plüschow.
35. Christian Klaadt (d. i.: Heinz Halter): Carl Peters in Deutsch-Ost. Das Schicksal des großen deutschen Kolonialpioniers.
36. Friedrich J. Bernhard (d. i.: Friedrich Breker): Der Unbekannte von Timbonke. Unter Goldwäschern auf Neu-Guinea.
37. Paul Leutwein: Kampf um die Onjatiberge. Gouverneur Leutweins letzter Feldzug. Tatsachenbericht aus dem Hererokrieg.
38. Armin Schluckwerder: Zehn Monate kriegsgefangen in Marokko. Das Schicksal einer Gruppe Afrikadeutscher während des jetzigen Krieges.
39. Eduard Curt Christophé: Wetterleuchten am Manga-maloba. Dr. Nachtigal nimmt Kamerun für Deutschland in Besitz. Tatsachenbericht.
40. Bernhard Faust: Sieben gegen Fünfhundert. Die heldenhafte Verteidigung der Feste Namutoni.
41. Gino F. von Moellwitz: Im Banne des Ogliwak. Die Entlarvung des Zauberers vom Rudolfsee.
42. Christian Klaadt (d. i.: Heinz Halter): Deutscher Vorstoß am Nil. Das Unternehmen „Pascha“ an der Palästinafront im Jahre 1916.
43. O. (d. i.: Martin) Knobloch: Die letzte Patrone. Von Löwen umstellt im afrikanischen Busch. Tatsachenbericht.
44. Paul Leutwein: Hereros zu den Waffen. Die Niederwerfung der Aufstände in Deutsch-Südwestafrika im Jahre 1904.
45. Otfrid von Hanstein: Kanonenboot „Eber“ vor Samoa. Ein deutscher Seemann erlebt die Kämpfe um Apia.
46. Gino F. von Moellwitz: Schüsse am Logone. Tatsachenbericht aus den Kämpfen der deutschen Schutztruppe in Kamerun. 1914–1916.
47. Hans P. Larsen (d. i.: Hans Gathmann): Kampflärm in der Sincene-Schlucht. Tatsachenbericht aus dem Freiheitskampf der Buren gegen die englische Gewaltherrschaft.
48. Bernd Ravensburg (d. i.: Friedrich Breker): Unter Pygmäen am Kongo. Erlebnisse eines deutschen Geometers im Sumpfgebiet des Kongo.
49. Pieter Wimband (d. i.: Gerhard K. Cheret): Drohende Wolken über Samoa. Von den Kämpfen der deutschen Kolonie in Apia 1898/99.
50. Wilhelm Kreuz (d. i.: Walter Schreiber): Auf Elefantenjagd im Sudan. Karl Hagenbeck auf Tierfang in Afrika. Tatsachenbericht.
51. G. Prange (d. i.: Gertrud Ludwig): Ritt nach Swakopmund. Unter Farmern und Diamantensuchern in Südwest.
52. Eduard Curt Christophé: Mit der „Möwe“ im Atlantik. Die erste Feindfahrt des Hilfskreuzers im Winter 1915/16.
53. H. P. Larsen (d. i.: Hans Gathmann): Der Königskral am Blaukranzbach. Aus dem Freiheitskampf der Buren. Tatsachenbericht.
54. Hans Lehr: Sturm auf Fort Naulila. Aus den Kämpfen der deutschen Schutztruppe um Deutsch-Südwest.
55. Paul O. Erttmann: Die Schreckensnacht am Omuramba. Erzählung aus der großen Regenzeit in Deutsch-Südwestafrika.
56. Gino F. von Moellwitz: Posten Kusseri schlägt sich durch. Tatsachenbericht aus den Kämpfen der deutschen Schutztruppe in Kamerun 1914/16.
57. Gino F. von Moellwitz: Die Helden der Moraberge. Hauptmann von Raben verteidigt Nordkamerun.
58. Victor Helling: Im Donner der Viktoriafälle. Die Reisen des deutschen Arztes und Forschers Emil Holub von Kapstadt zum Sambesi. Tatsachenbericht nach authentischen Quellen.
59. Hans Lehr: Der Sklavenjäger von Tabora. Tatsachenbericht aus Deutsch-Ostafrika.
60. Gino F. von Moellwitz: Die Brunnen vergiftet! Die deutsche Schutztruppe im Kampf um die Verteidigung Kameruns 1914/15. Tatsachenbericht.
61. Wilhelm Kreuz (d. i.: Walter Schreiber): Mit dem Echolot ins Feuerland. Die Atlantik-Expedition des deutschen Forschungsschiffes „Meteor“.
62. Kurt Renck-Reichert: Der Überfall am Schwarzen Nossob. Deutsche Vorposten im Hererolande.
63. Wilhelm Kreuz (d. i.: Walter Schreiber): Auf Großwildjagd in Afrika. Erlebnisse C. G. Schillings mit Nashörnern, Elefanten und Löwen.
64. Peter Wendling: Die letzte Fahrt der „Nachtigal“. Erlebnisbericht über den Einsatz des deutschen Regierungsdampfers auf dem Kamerunfluß zu Beginn des Weltkrieges.
65. Eduard Curt Christophé: Der Prinz des Waldes von Loango. Tatsachenbericht von einer Expedition des deutschen Forschers Adolf Bastian an die Loangoküste.
66. Paul Leutwein: Kesseltreiben am Waterberg. Tatsachenbericht über den Hererokrieg in Deutsch-Südwestafrika.
67. Eugen von Sass: Der Heldenkampf der „Königsberg“.
68. Eugen Hobein: Als Digger bei Port Nolloth. Das Schicksal eines deutschen Diamantensuchers.
69. Gino F. von Moellwitz: Massaispeere blitzen. Eine Erzählung aus Deutsch-Ostafrika.
70. Hugo Gissel: Der Schrecken von Block 27. Eine abenteuerliche Jagdgeschichte.
71. Eugen von Sass: Patrouillenfahrt in den Korallengewässern. Ein Ausschnitt aus den Kämpfen um Deutsch-Ostafrika.
72. Ulf Uweson (d. i.: Ludwig Hugo Nikolaus Huber): In Afrika verschollen. Aus dem Leben des ersten deutschen Afrikaforschers Friedrich Hornemann.
73. Otfrid von Hanstein: Der Pflanzer von Londip. Nach Berichten eines Lloydkapitäns und der Witwe des Amtshauptmanns Boluminski auf Neumecklenburg in der Südsee.
74. Gino F. von Moellwitz: Unter Sklavenjägern des Sudan. Ein Tatsachenbericht aus dem Forscherleben Dr. Gustav Nachtigals.
75. Ulrich Hansen: Als Erster auf dem Kilimandscharo. Die Erstbesteigung des Kilimandscharo durch Dr. Hans Meyer und Ludwig Purtscheller im Jahre 1889. Nach Aufzeichnungen Hans Meyers erzählt.
76. Eugen von Sass: Sie blieben unbesiegt! Aus dem heldenhaften Kampf Lettow-Vorbecks in Deutsch Ostafrika. Nach Quellen erzählt.
77. Bernhard Matuschka: Jagdsafari in Deutsch-Ostafrika.
78. W. H. Africanus (d. i.: Walther Hietzig): „Farmlöwe“ auf Tzatsaras. Ein Farmer erzählt seine Erlebnisse aus Deutsch-Südwestafrika.
79. Heinz Wuttig: Gold in Afrika! Ein Deutscher findet das erste Gold in Südafrika.
80. Gino F. von Moellwitz: Der Kampf um die Mora-Feste. Eingeborenentreue bei den Kämpfen um Kamerun 1915/16.
81. W. H. Africanus (d. i.: Walther Hietzig): Abschied von Deutsch-Südwest. Aus den Erlebnissen eines alten Farmers.
82. Gino F. von Moellwitz: Durch Kordofan und Darfur. Die Reisen des Dr. Johannes Pfund.
83. Karl Angebauer: Auf Peter Grumps Farm.
84. Friedrich Wilhelm Mader: Die rätselhafte Boma. Erzählung aus den Kämpfen der deutschen Schutztruppe in Ostafrika im Sommer 1918.
85. W. H. Africanus (d. i.: Walther Hietzig): Der Farmer von Brack. Ein Tatsachenbericht aus Deutsch-Südwestafrika.
86. Johannes Sigleur: Kampf um Wituland. Clemens und Gustav Denhardt erwerben für das Deutsche Reich eine Kolonie.
87. Paul Leutwein: Rätsel des Kassai. Ein Tatsachenbericht unter Benutzung der Aufzeichnungen der Wissmann-Expedition.
88. Ulrich Hansen (d. i.: Paul Ulbrich): Quer durch Afrika. Die erste Durchquerung Afrikas von West nach Ost nach den Aufzeichnungen Hermann Wissmanns.